# لونه (شمال الراين-وستفاليا)
لونه نوردراين وستفالن (بالألمانية: Löhne) هي بلدة ألمانية تقع في ألمانيا في هرفورد.[بحاجة لمصدر]  يقدر عدد سكانها بـ 40,627 نسمة .

## المدن التوأمة
مدن سبيتال دراو، كولومبوس (إنديانا)، Condega، روبل (مدينة) و Mielec هي مدن توأمة لـلونه نوردراين وستفالن.